# Michael Hoyos
Michael Ryan Hoyos (n. Fountain Valley, Estados Unidos; 2 de agosto de 1991) es un futbolista estadounidense que tiene nacionalidad argentina y ecuatoriana. Juega de centrocampista y su equipo actual es Independiente del Valle de la Serie A de Ecuador.

## Selección nacional
En julio de 2010 disputó un Hexagonal Sub-20 con la selección Argentina de fútbol convirtiendo el primer gol de dicho torneo contra Uruguay. Este jugador se destacó jugando en clubes de su país natal, Condado de Orange County, California, Estados Unidos de América. Entre los que podemos citar se encuentran: Pateadores, Strikers y West Coast FC.

## Vida personal
Es hermano del también futbolista, Kevin Hoyos, quien juega en el América de Quito de la Serie B de Ecuador.

## Estadísticas

### Clubes
Actualizado al último partido disputado el 19 de agosto de 2025.
| Club                                   | Div.                | Temporada           | Liga  | Liga  | Copas nacionales | Copas nacionales | Copas internacionales | Copas internacionales | Total | Total |
| Club                                   | Div.                | Temporada           | Part. | Goles | Part.            | Goles            | Part.                 | Goles                 | Part. | Goles |
| -------------------------------------- | ------------------- | ------------------- | ----- | ----- | ---------------- | ---------------- | --------------------- | --------------------- | ----- | ----- |
| Estudiantes (LP) Argentina             | 1.ª                 | 2009-10             | 5     | 0     | Inexistentes     | Inexistentes     | 0                     | 0                     | 5     | 0     |
| Estudiantes (LP) Argentina             | 1.ª                 | 2010-11             | 7     | 1     | Inexistentes     | Inexistentes     | 3                     | 0                     | 10    | 1     |
| Estudiantes (LP) Argentina             | 1.ª                 | 2011-12             | 0     | 0     | 0                | 0                | 0                     | 0                     | 0     | 0     |
| Estudiantes (LP) Argentina             | 1.ª                 | 2012-13             | 1     | 0     | 0                | 0                | 0                     | 0                     | 1     | 0     |
| Estudiantes (LP) Argentina             | Total club          | Total club          | 13    | 1     | 0                | 0                | 3                     | 0                     | 16    | 1     |
| OFI Creta · Grecia                     | 1.ª                 | 2013-14             | 13    | 1     | 3                | 0                | Inexistentes          | Inexistentes          | 16    | 1     |
| OFI Creta · Grecia                     | Total club          | Total club          | 13    | 1     | 3                | 0                | 0                     | 0                     | 16    | 1     |
| Sarmiento (J) Argentina                | 2.ª                 | 2014                | 7     | 0     | 0                | 0                | Inexistentes          | Inexistentes          | 7     | 0     |
| Sarmiento (J) Argentina                | 1.ª                 | 2015                | 8     | 0     | 1                | 0                | Inexistentes          | Inexistentes          | 9     | 0     |
| Sarmiento (J) Argentina                | Total club          | Total club          | 15    | 0     | 1                | 0                | 0                     | 0                     | 16    | 0     |
| Ramón Santamarina Argentina            | 2.ª                 | 2015                | 19    | 2     | Inexistentes     | Inexistentes     | Inexistentes          | Inexistentes          | 19    | 2     |
| Ramón Santamarina Argentina            | Total club          | Total club          | 19    | 2     | 0                | 0                | 0                     | 0                     | 19    | 2     |
| Boca Unidos Argentina                  | 2.ª                 | 2016                | 16    | 3     | Inexistentes     | Inexistentes     | Inexistentes          | Inexistentes          | 16    | 3     |
| Boca Unidos Argentina                  | 2.ª                 | 2016-17             | 18    | 3     | Inexistentes     | Inexistentes     | Inexistentes          | Inexistentes          | 18    | 3     |
| Boca Unidos Argentina                  | Total club          | Total club          | 34    | 6     | 0                | 0                | 0                     | 0                     | 34    | 6     |
| Deportivo Cuenca · Ecuador             | 1.ª                 | 2017                | 43    | 4     | Inexistentes     | Inexistentes     | 2                     | 0                     | 45    | 4     |
| Deportivo Cuenca · Ecuador             | Total club          | Total club          | 43    | 4     | 0                | 0                | 2                     | 0                     | 45    | 4     |
| Guayaquil City · Ecuador               | 1.ª                 | 2018                | 42    | 10    | 0                | 0                | Inexistentes          | Inexistentes          | 42    | 10    |
| Guayaquil City · Ecuador               | 1.ª                 | 2019                | 26    | 8     | 4                | 2                | Inexistentes          | Inexistentes          | 30    | 10    |
| Guayaquil City · Ecuador               | 1.ª                 | 2020                | 26    | 10    | 0                | 0                | Inexistentes          | Inexistentes          | 26    | 10    |
| Guayaquil City · Ecuador               | Total club          | Total club          | 94    | 28    | 4                | 2                | 0                     | 0                     | 98    | 30    |
| Barcelona S. C. · Ecuador              | 1.ª                 | 2021                | 15    | 2     | 1                | 0                | 7                     | 0                     | 23    | 2     |
| Barcelona S. C. · Ecuador              | Total club          | Total club          | 15    | 2     | 1                | 0                | 7                     | 0                     | 23    | 2     |
| Liga Deportiva Universitaria · Ecuador | 1.ª                 | 2022                | 26    | 8     | 2                | 1                | 7                     | 1                     | 35    | 10    |
| Liga Deportiva Universitaria · Ecuador | Total club          | Total club          | 26    | 8     | 2                | 1                | 7                     | 1                     | 35    | 10    |
| Independiente del Valle · Ecuador      | 1.ª                 | 2023                | 24    | 12    | 1                | 1                | 10                    | 3                     | 35    | 16    |
| Independiente del Valle · Ecuador      | 1.ª                 | 2024                | 29    | 5     | 6                | 2                | 7                     | 2                     | 42    | 9     |
| Independiente del Valle · Ecuador      | 1.ª                 | 2025                | 21    | 9     | 0                | 0                | 4                     | 2                     | 25    | 11    |
| Independiente del Valle · Ecuador      | Total club          | Total club          | 74    | 26    | 7                | 3                | 21                    | 7                     | 102   | 36    |
| Total en su carrera                    | Total en su carrera | Total en su carrera | 346   | 78    | 18               | 6                | 40                    | 8                     | 403   | 92    |
| 1. 2.                                  |                     |                     |       |       |                  |                  |                       |                       |       |       |

### Participaciones con la selección
| Torneo                       | Sede   | Resultado        |
| ---------------------------- | ------ | ---------------- |
| Sudamericano Sub-20 de 2011  | Perú   | Tercer puesto    |
| Juegos Panamericanos de 2011 | México | Medalla de plata |

## Palmarés

### Campeonatos nacionales
| Título                        | Club                    | País      | Año  |
| ----------------------------- | ----------------------- | --------- | ---- |
| Primera División de Argentina | Estudiantes (LP)        | Argentina | 2010 |
| Supercopa de Ecuador          | Independiente del Valle | Ecuador   | 2023 |

### Campeonatos internacionales
| Título              | Club                    | Año  |
| ------------------- | ----------------------- | ---- |
| Copa Libertadores   | Estudiantes (LP)        | 2009 |
| Recopa Sudamericana | Independiente del Valle | 2023 |